# Moraga (Califórnia)
Moraga é uma vila localizada no estado americano da Califórnia, no Condado de Contra Costa. Foi incorporada em 13 de novembro de 1974.

## Geografia
De acordo com o United States Census Bureau, a vila tem uma área de 9,46 milha quadradas (24,5 km2)de terra..

## Demografia
Segundo o censo nacional de 2020, a sua população é de 16,870 habitantes e sua densidade populacional é de 688,5 hab/km². Possui 5 602 residências, que resulta em uma densidade de 2.67 pessoas/residência.